# 醜聞 (1950年電影)
《醜聞》（日语：スキャンダル）乃日本知名導演黑澤明在1950年執導的電影。

## 劇情提要
歌手西條美也子（山口淑子飾）在山上未搭上公車而決定走路，想不到與上山取景作畫的畫家青江一郎（三船敏郎飾）不期而遇，後者好意以摩托車載她一程。兩位專門挖掘八卦新聞的攝影記者見狀，偷偷跟蹤他們到達投宿的旅館。洗完澡後，身著浴衣的青江來到西條的房間閒聊，順手將自己的毛巾與西條的一同披在窗臺欄杆上晾乾。青江手指遠處沼澤，向西條介紹那裏的風景不錯，兩人遙望之際卻被攝影記者偷拍下相片。
八卦雜誌社為了衝高銷售量，故意刊登相片並大作文章，抹黑二人幽會。結果造成全國轟動，西條也在輿論的壓力下取消音樂會表演，憤怒的青江決定控告該雜誌社。此時潦倒的律師蛭田乙吉（志村喬飾）主動找上青江，毛遂自薦擔任他的辯護律師。為了自己的名聲，西條選擇息事寧人。而本來對蛭田沒有好感的青江去了蛭田家，卻發現前者有位長期臥病在床、卻心地善良樂觀的女兒正子（桂木洋子飾），動了惻隱之心的青江遂決定聘用蛭田。
事實上蛭田也找上雜誌社社長，希望能擔任其辯護律師。社長得知蛭田貧困潦倒，遂利用其弱點賄賂他，卻另外聘請知名的片岡博士（青山杉作飾）做為律師。幾次開庭下來，收賄的蛭田並不積極答辯，導致青江陷入不利的局勢。後來西條站出來一同控告雜誌社，也藉由青江認識了蛭田正子，兩人甚至一同去蛭田家慶祝聖誕節。不過正子感激之餘卻覺得悲傷，因為她認為自己的父親欺騙了兩人。不久正子病重不治，遭受打擊的蛭田終於受不了良心的責備，在法庭上承認他接受雜誌社社長行賄，並揭發其卑鄙行為，最後青江獲得勝訴。

## 演員
- 青江一郎：三船敏郎
- 西條美也子：山口淑子
- 蛭田正子：桂木洋子
- 蛭田乙吉：志村喬
- 須美江：千石規子
- 堀：小澤榮太郎
- 朝井：日守新一
- 攝影記者A：三井弘次
- 攝影記者B：大杉陽一
- 荒井：清水一郎
- 美也子之母：岡村文子
- 審判長：清水將夫
- 蛭田安：北林谷榮
- 片岡博士：青山杉作
- 樵夫A：高堂國典
- 樵夫B：上田吉二郎
- 樵夫C：縣秀介
- 醉漢：左卜全
- 青江友人A：殿山泰司
- 新聞記者：増田順司
- 青江友人B：神田隆
- 青江友人C：千秋實
- 旅館掌櫃A：島村俊雄
- 旅館掌櫃B：遠山文雄
- 谷崎純
- 仲摩篤美
- 野戶成晃
- 土田慶三郎
- 藤丘昇一
- 高瀨進
- 小藤田正一
- 太田恭二
- 長尾寬
- 大杉陽一
- 大澤之子
- 後藤泰子
- 秩父晴子
- 江間美都子
- 山本多美

## 拍攝製作人員
- 企劃：本木莊二郎（映畫藝術協會）
- 製片：小出孝
- 導演：黑澤明（映畫藝術協會）
- 脚本：黑澤明、菊島隆三
- 攝影：生方敏夫
- 調音：大村三郎
- 美術：濱田辰雄
- 燈光：加藤政雄
- 音樂：早坂文雄
- 剪輯：杉原與志
- 沖洗：神田龜太郎
- 印相：中村興一
- 特殊攝影：川上景司
- 裝置：小林孝正
- 裝飾：守谷節太郎
- 宣傳攝影：梶本一三
- 紀錄：森下英男
- 服裝：鈴木文治郎
- 髪型設計：佐久間德
- 梳髮：吉澤金五郎
- 演技事務：上原照久
- 攝影事務：手代木功
- 會計進行：武藤鐵太郎
- 會計：新井勝次
- 機車副座車提供：機輪内燃機株式會社

## 內部連結
- 醜聞

## 外部連結
- （英文）IMDb: Shûbun （页面存档备份，存于）